# A Futile and Stupid Gesture
 A Futile and Stupid Gesture es una película estadounidense biográfica de comedia dramática, basada en el libro del mismo nombre de Josh Karp, dirigida por David Wain y escrita por Michael Colton y John Aboud. La película es protagonizada por Will Forte como el escritor de comedia Doug Kenney, durante el ascenso y la caída de National Lampoon. Tuvo su estreno mundial en el Festival de Cine de Sundance de 2018 el 24 de enero y se estrenó en Netflix el 26 de enero de 2018.

## Reparto
| Actor                           | Personaje                  | Descripción   |
| ------------------------------- | -------------------------- | ------------- |
| Will Forte                      | Doug Kenney                |               |
| Martin Mull                     | Doug Moderno               | Narrador.     |
| Frank and Morgan Gingerich      | Joven Doug Kenney          |               |
| Domhnall Gleeson                | Henry Beard                |               |
| Neil Casey                      | Brian McConnachie          |               |
| Jon Daly                        | Bill Murray                |               |
| Nelson Franklin                 | P. J. O'Rourke             |               |
| John Gemberling                 | John Belushi               |               |
| Rick Glassman                   | Harold Ramis               |               |
| Seth Green                      | Christopher Guest          |               |
| Max Greenfield                  | Chris Miller               |               |
| Harry Groener                   | Harry Kenney               | Padre de Doug |
| Camille Guaty                   | Alex Garcia-Mata           |               |
| Ed Helms                        | Tom Snyder                 |               |
| Thomas Lennon                   | Michael O'Donoghue         |               |
| Joe Lo Truglio                  | Brad Zotti                 |               |
| Matt Lucas                      | Tony Hendra                |               |
| Natasha Lyonne                  | Anne Beatts                |               |
| Joel McHale                     | Chevy Chase                |               |
| Annette O'Toole                 | Stephanie Kenney           | Madre de Doug |
| Emmy Rossum                     | Kathryn Walker             |               |
| Jackie Tohn                     | Gilda Radner               |               |
| Matt Walsh                      | Matty Simmons              |               |
| Finn Wittrock                   | Tim Matheson               |               |
| Elvy Yost                       | Mary Marshmallow           |               |
| David Wain                      | Entrevistador              |               |
| Ben Campbell                    | Harvard Jester             |               |
| Jon Klaft                       | Estudiante Preppy          |               |
| Brad Morris                     | Peter Ivers                |               |
| Rick Overton                    | Primer editor              |               |
| Mark Metcalf                    | Segundo editor             |               |
| David Krumholtz & Mitch Hurwitz | Editores de Time-Life      |               |
| Michael Sherman                 | Ed Sullivan                |               |
| Kerri Kenney-Silver             | Productor de Sullivan      |               |
| Bob Stephenson                  | Trabajador de construcción |               |
| Liz Femi                        | Skeptical Black Woman      |               |
| Chris Redd                      | Skeptical Black Man        |               |
| Meera Rohit Kumbhani            | Elaine                     |               |
| Armen Weitzman                  | Lorne Michaels             |               |
| Lonny Ross                      | Ivan Reitman               |               |
| Steven Sims                     | Stephen Furst              |               |
| Brian Huskey                    | John Landis                |               |
| Rich Sommer                     | Harry Crane                |               |
| Carla Gallo                     | Lucy Fisher                |               |
| Andrew Gray McDonnell           | Michael O'Keefe            |               |
| Erv Dahl                        | Rodney Dangerfield         |               |
| Paul Scheer                     | Paul Shaffer               |               |
| Lindsey Kraft                   | Gwyneth Cravens            |               |
| Paul Rudd                       |                            |               |

## Producción
La fotografía principal comenzó en Los Ángeles, California, el 14 de abril de 2016.

## Estreno
Un solo tráiler fue lanzado el 20 de diciembre de 2017. La película tuvo su estreno mundial en el Festival de Cine de Sundance de 2018 el 24 de enero y luego se estrenó en Netflix el 26 de enero de 2018.

## Recepción
A Futile and Stupid Gesture recibió reseñas mixtas a positivas de parte de la crítica y de la audiencia. En el sitio web especializado Rotten Tomatoes, la película posee una aprobación de 67%, basada en 43 reseñas, con una calificación de 6.3/10 y con un consenso crítico que dice: "A Futile and Stupid Gesture recrea entretenidamente el nacimiento de un movimiento cómico influyente, incluso si lucha por cubrir su terreno creativo". De parte de la audiencia tiene una aprobación de 71%, basada en más de 500 votos, con una calificación de 3.6/5.
El sitio web Metacritic le dio a la película una puntuación de 55 de 100, basada en 15 reseñas, indicando "reseñas mixtas". En el sitio IMDb los usuarios le asignaron una calificación de 6.7/10, sobre la base de 16 516 votos. En la página web FilmAffinity la cinta tiene una calificación de 5.7/10, basada en 987 votos.